# Никола Васић
Никола Васић (Шабац, 15. септембар 1984) је бивши српски кошаркаш. Играо је на позицији бека.

## Каријера
Каријеру је започео у млађим категоријама ФМП-а, где је добио и прве сениорске минуте. Био је део тима који је 2004. године освојио титулу Јадранске лиге. У Јадранској лиги те године бележио је просечно 2,9 поена по утакмици. Једну годину је провео на позајмици у Борцу из Чачка, након чега се вратио у ФМП и освојио још један трофеј Јадранске лиге.
Након тога се сели у Шпанију где је играо за Аликанте. Касније је играо и за Фуенлабраду, а између та два клуба одиграо је једну сезону у Русији за Тријумф. У децембру 2011. Светислав Пешић га доводи у Црвену звезду, с обзиром да је Црвена звезда у тој сезони имала смањену ротацију на позицији бека шутера. Одиграо је укупно 6 утакмица са просеком од 6,2 поена. Током сезоне 2013/14. играо је у словеначкој екипи Електра из Шоштања.
У сезони 2015/16. играо је у Другој лиги Србије за КК Златибор из Чајетине.

### Репрезентација
Био је део универзитетске репрезентације Србије која је на Летњој универзијади 2003. у Јужној Кореји, освојила златну медаљу.